# Косидба на Маровцу
Косидба на Маровцу је манифестација која се одржава у селу Маровац у општини Медвеђа.

## Шта је косидба
То је завичајно-туристичка манифестација која се одржава већ 17 година. Традиција кошења ручном косом наставља се кроз ову манифестацију.

## Историјат
Прва косидба одржана је јула месеца 1999. године. Учествовали су такмичари из Горње Јабланице, да би се број учесника током година повећавао и проширио на територију целе Србије.

## Организатори
Прву Косидбу организовало је Завичајно удружење Китка и Месна заједница Маровац. Касније се придружују Општина Медвеђа и Туристичка организација Медвеђа и та сарадња је настављена до данас.

## Програм
Програм манифестације састоји се из културно-уметничког дела, ревијалног дела кошења и спортског дела у оквиру пратећих садржаја. Цео програм је замишљен тако да оживи традицију сеоског живота у Горњој Јабланици, која је била карактеристична за окупљања на вашарима, поселима и сеоским мобама. Завичајци који у то време долазе са свих страна промовишу и туристичке потенцијале краја , посебно Сијаринске Бање која је у непосредној близини. 

## Ревијални део
У ревијалном делу учествују сви такмичари косачи. Жири оцењује њихов рад и најбољих 8 такмиче се у финалу. Новчану награду, пехар и титулу најбољег косача добија победник косидбе.

## Пратећи садржаји
Поред самог такмичења у кошењу манифестацију прати културно-уметнички програм чији су учесници гуслари из целе Србије, културно-уметничка друштва из околине, домаћице са традиционалним јелима из овог краја. У спортском делу су такмичења у следећим дисциплинама:
- надвлачење конопца
- скок у даљ
- бацање камена с рамена
- стрељаштво ваздушном пушком
- трка Рид - Чаир